# Walter Lemke
Walter Lemke (* 30. Januar 1932 in München; † 31. Oktober 2018 in Rosenheim) war ein deutscher Autor und Radsporthistoriker.

## Leben
Walter Lemke betrieb in den 1950er Jahren selbst Radsport als Mitglied im Rad-Renn-Club München 1902. Später war er in verschiedenen Funktionen im Vorstand des Vereins tätig. Schon früh wandte er sich der Radsportgeschichte zu und trug ein umfangreiches Archiv von internationaler Radsportliteratur sowie Audio- und Videoaufnahmen zusammen. Dazu kam eine umfangreiche Sammlung an Radsporttrikots.
Er war Autor mehrerer Bücher zum Thema Radsport. Eine begonnene Biographie über Thaddäus Robl blieb unvollendet. Viele Jahre war er Co-Autor des internationalen Radsport-Jahrbuches Velo und journalistisch zum Thema Radsport für diverse Printmedien tätig. Lemke organisierte mehrere Ausstellungen, z. B. über den ehemaligen Radrennfahrer Thaddäus Robl, der wie Lemke aus München stammte, und den Radsport in München und Bayern, sowie die Geschichte des Hochrades.
Lemke war in vielfacher Hinsicht ehrenamtlich im Radsport engagiert. Jahrelang war er bei der Bayern-Rundfahrt der „Tafelmann“, also derjenige, der auf einem Motorrad bei den Etappen mitfährt und die Radrennfahrer mittels einer Anzeigetafel über den zeitlichen Rückstand oder Vorsprung auf das Hauptfeld informiert. Hauptberuflich war Lemke als Ingenieur im Unternehmen Siemens beschäftigt.

## Beruf
Lemke war bis zu seiner Berentung in München bei der Firma Siemens beschäftigt. 

## Werke
- Wolfgang Gronen, Walter Lemke: Geschichte des Fahrrades und des Radsports: Geschichte des Radsports. Fuchs-Druck und Verlag, Hausham 1987.
- Walter Lemke: Fausto Coppi. 20 Jahre internationaler Radrennsport: der Lebensweg des italienischen Rennfahrers. Fuchs-Verlag, Miesbach 1999, ISBN 3-00-004687-9 (umfangreiche bebilderte Biographie).